# Água Limpa
Água Limpa är en kommun i Brasilien.   Den ligger i delstaten Goiás, i den sydöstra delen av landet, 270 km söder om huvudstaden Brasília. Antalet invånare är 2 012.
Omgivningarna runt Água Limpa är huvudsakligen savann. Runt Água Limpa är det mycket glesbefolkat, med 4 invånare per kvadratkilometer.